# لوفلاند (أوكلاهوما)
لوفلاند (بالإنجليزية: Loveland, Oklahoma)‏ هي معلم جغرافي تقع في الولايات المتحدة في مقاطعة تيليمان. يقدر عدد سكانها بـ 13 نسمة ومساحتها 0.582255 كم2 وترتفع عن سطح البحر 328 متر.